# 邓宗觉
邓宗觉（1916年4月7日—2019年1月25日），男，江苏如东人。中国生物学家，动物遗传育种学家。南昌大学教授。

## 生平
1916年生。江苏省南通市如东县人。1928年就读于中央大学区立南通中学（现江苏省南通中学）。1934年入南京国立中央大学生物系，1937年底因抗日战争随校西迁至重庆。1938年毕业后留校担任助教、讲师。1949年转入國立南昌大學，历任副教授、教授、动物系主任，1953年全国院系调整后，随生物系分配到江西师范学院工作。1962年调入江西大学工作。文化大革命期间被诬陷为“反动学术权威”，停课劳动。文革后期曾在江西药科学校、江西中医学院任教。文革结束后历任江西大学教授、硕士生导师、校工会主席、图书馆名誉馆长。1993年5月起任南昌大学生命科学系教授。
社会职务方面，为中国民主同盟早期成员，1983年10月加入中国共产党。曾任江西省政协第三、四届委员、第五、六届常务委员；中国民主同盟江西省委员会第六届委员、第七届常委及文教科技委员会主任；1962年，1985年分别任民盟江西大学支部主委。同时为中国动物学会会员，第十一届理事；江西省动物学会第一届副理事长，第二、三、四届理事长。1992年开始享受国务院政府特殊津贴。
因病医治无效，于2019年1月25日18时52分逝世，享年104岁。

## 科研
邓宗觉主持鱼类选育项目，成功培育出淡水鱼类新品种，建立了原种场，提供杂交用原种。此成果获江西省科技成果二等奖，和1981年国家水产总局技术改进一等奖。参加了鄱阳湖综合考察的治理研究，获1990年度国家科技进步一等奖。他还主持完成国家科委主办的120万亩池塘养殖高产模式化推广研究，获1991年江西省教委颁发的科技兴农先进个人奖。